# Clanga pomarina
Clanga pomarina là một loài chim trong họ Accipitridae.

## Hình ảnh

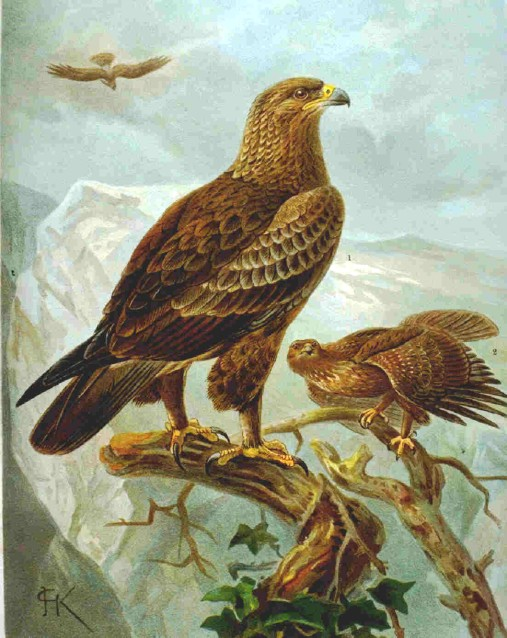
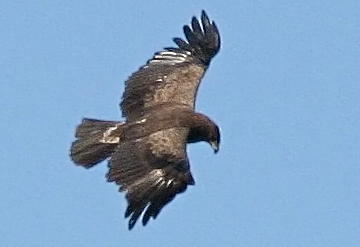
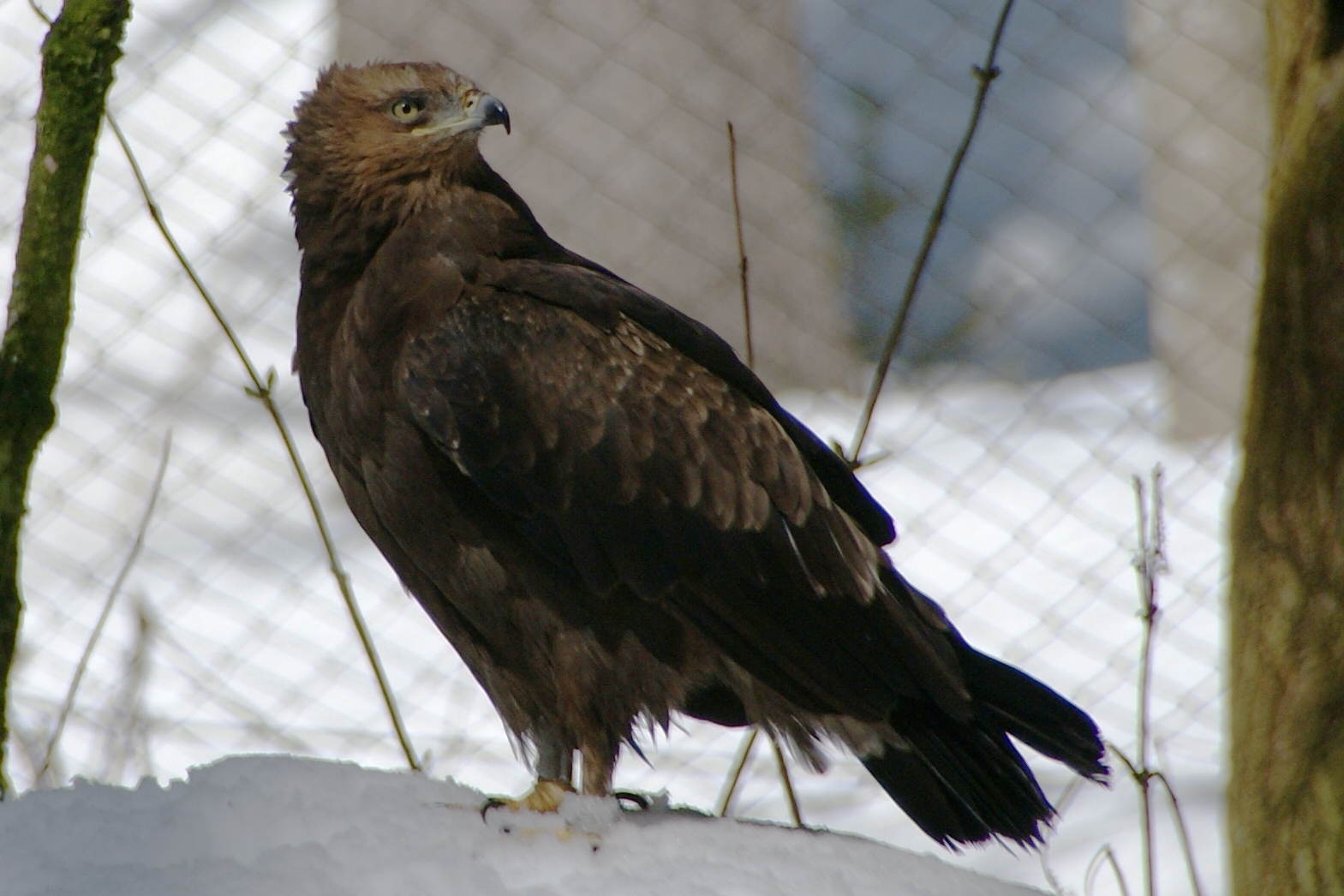
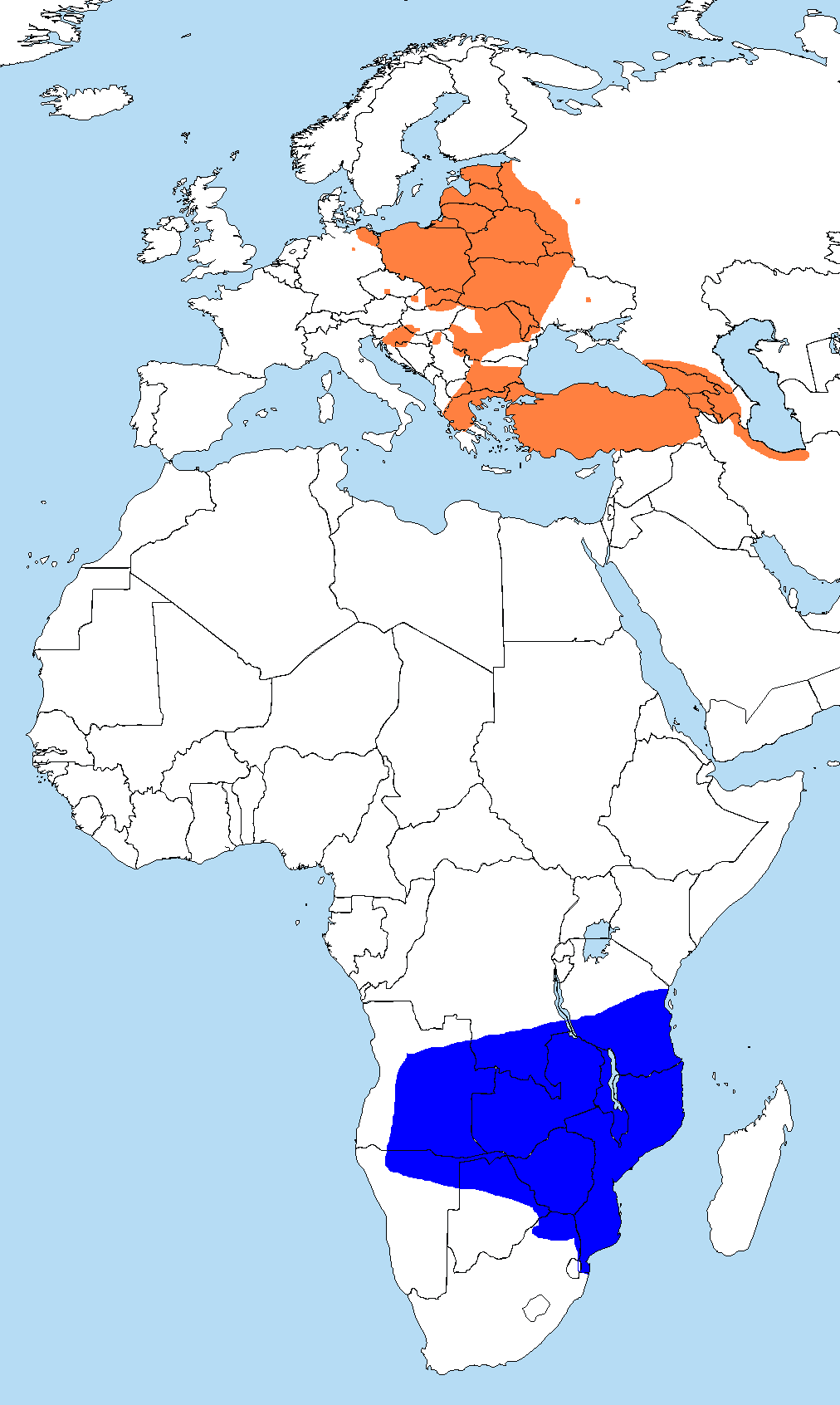
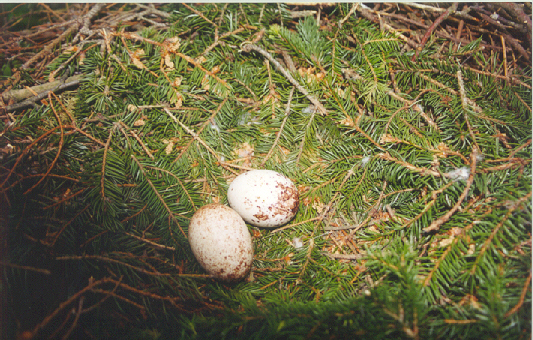